# باني ماك
باني ماك (بالإنجليزية: Bunny Mack)‏ هو موسيقي سيراليوني، ولد في 3 ديسمبر 1945، وتوفي في 11 يوليو 2015.

## وصلات خارجية
- باني ماك على موقع ميوزك برينز (الإنجليزية)
- باني ماك على موقع ديسكوغز (الإنجليزية)